# 愛蓮娜·蕾
愛蓮娜·蕾（英語：Alanah Rae，1988年2月9日—），美國女色情演員和模特兒。
起初，她在北卡羅萊納州的一家脫衣舞俱樂部跳舞，2008年起開始進入成人界。

## 圖集

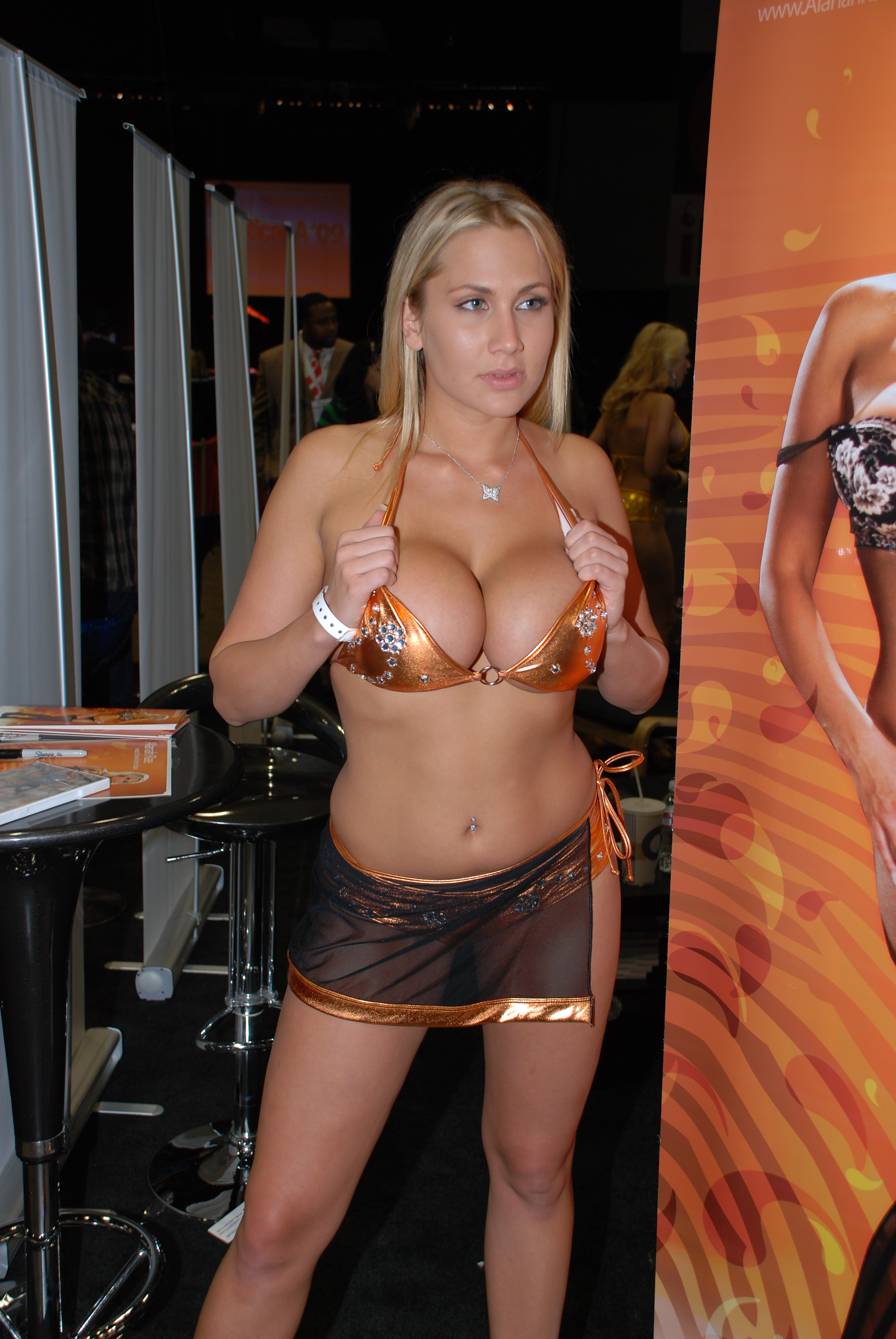
蕾於2009年在洛杉磯色情展
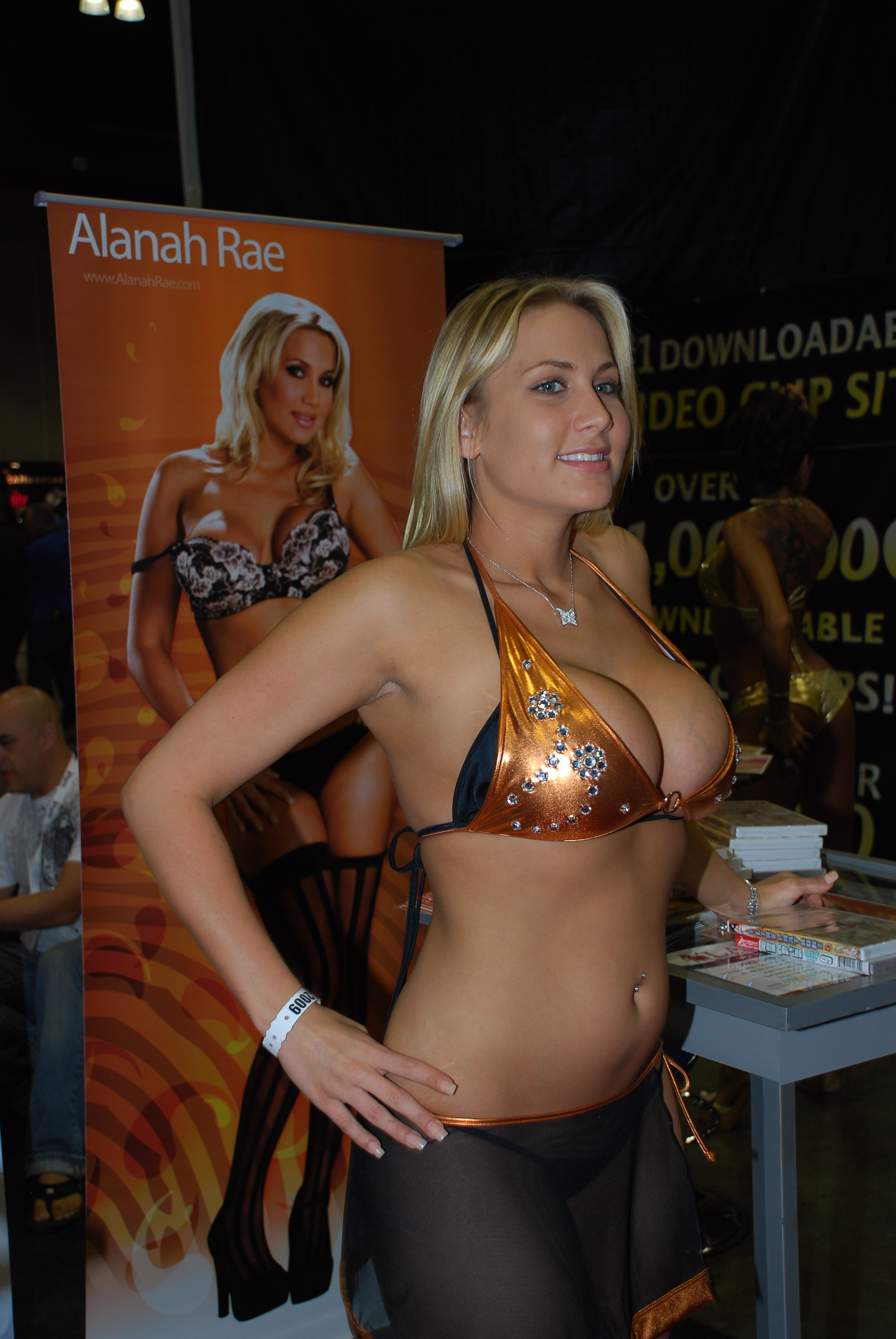
蕾於2009年在洛杉磯色情展

## 外部連結
- 官方网站
- Alanah Rae在互联网电影资料库（IMDb）上的資料（英文）
- Alanah Rae在網際網路成人電影資料庫
- 成人電影資料庫上Alanah Rae的资料（英文）